# مايكل سي غوين
مايكل سي غوين (بالإنجليزية: Michael C. Gwynne)‏ مواليد 1 أكتوبر 1942 في ديترويت، هو ممثل أمريكي بدأ مسيرته الفنية سنة 1970. من أعماله المعرفة. امتدت مسيرته الفنية لأكثر من 39 عاما.

## روابط خارجية
- مايكل سي غوين على موقع IMDb (الإنجليزية)
- مايكل سي غوين على موقع ألو سيني (الفرنسية)
- مايكل سي غوين على موقع قاعدة بيانات الأفلام السويدية (السويدية)
- مايكل سي غوين على موقع قاعدة بيانات الفيلم (الإنجليزية)
- مايكل سي غوين على موقع كينوبويسك (الروسية)
- مايكل سي غوين على موقع كينوبويسك (الروسية)